# Hypena ochrea
Hypena ochrea là một loài bướm đêm trong họ Erebidae.